# Texto argumentativo
Um texto argumentativo tem como objetivo convencer alguém das nossas ideias. Deve ser claro e ter riqueza lexical, podendo tratar qualquer tema ou assunto.
É constituído por um primeiro parágrafo curto, que deixe a ideia no ar, depois o desenvolvimento deve referir a opinião da pessoa que o escreve, com argumentos convincentes e verdadeiros, e com exemplos claros. Deve também conter contra-argumentos, de forma a não permitir uma interpretação duvidosa. Por fim, deve ser concluído com um parágrafo que responda ao primeiro parágrafo, ou simplesmente com a ideia chave da opinião.
Geralmente apresenta uma estrutura organizada em três partes: a introdução, na qual é apresentada a ideia principal ou tese; o desenvolvimento, que fundamenta ou desenvolve a ideia principal; e a conclusão. Os argumentos utilizados para fundamentar a tese podem ser de diferentes tipos: exemplos, comparação, dados históricos, dados estatísticos, pesquisas, causas socioeconômicas ou culturais, depoimentos – enfim, tudo que possa demonstrar o ponto de vista defendido pelo autor tem consistência. A conclusão pode apresentar uma possível solução/proposta ou uma síntese. Deve utilizar título que chame a atenção do leitor e utilizar variedade padrão da língua.
A linguagem utilizada normalmente é impessoal e objetiva.